# 八上藩
八上藩（やかみはん）は、丹波国多紀郡（現在の兵庫県丹波篠山市八上）に存在した藩。

## 概要
前田茂勝は、織田信忠に仕え、のち豊臣家の下で五奉行を務めた前田玄以の子である。茂勝は慶長5年（1600年）の関ヶ原の戦いにおいて西軍に属して田辺城攻撃に参加し、細川幽斎（藤孝）に降伏を勧める使者を務めた。戦後、父の玄以が石田三成の挙兵を内通していたこと、幽斎を助けたことなどを考慮されて、茂勝は慶長7年（1602年）に丹波亀山藩の所領から八上に移封されることで存続を許された。所領は5万石であった。
茂勝は江戸城普請役などを務めたが、次第に酒色に溺れて藩政に関心を示さなくなる。これは、かつて茂勝はキリシタン（洗礼名コンスタンチ）であったが、玄以に強制されて棄教を余儀なくされたことが一因しているとも言われる。慶長13年（1608年）、茂勝は自分を何かと諌める忠臣・尾池清左衛門とその息子を殺害し、さらに連座で渡辺大膳、畑平太夫を切腹させた。尾池は徳川家康と知己があったため、家康は茂勝の行為に激怒し、ただちに茂勝を発狂したという理由のもとに捕らえて改易とし、茂勝の身柄を京都所司代の板倉勝重、次いで出雲松江藩主で茂勝の姉婿に当たる堀尾忠晴に預けた。茂勝は後に隠岐国に流され、そこで死去した。
前田家改易後は、松井松平家の松平康重が常陸笠間藩より入った。康重は慶長14年（1609年）12月、篠山城に拠点を移し、以後は篠山藩として存続した。

## 歴代藩主

### 前田家
5万石。外様。
1. 前田茂勝（しげかつ）

### 松平（松井）家
5万石。譜代。
1. 松平康重（やすしげ）